# Títulos do Real Madrid Club de Fútbol
Esta é uma relação de conquistas no futebol do Real Madrid Club de Fútbol.

## Títulos oficiais
| Mundiais          | Mundiais                        | Mundiais | Mundiais |
| Troféus           | Competição                      | Títulos  | Temporadas |
| ----------------- | ------------------------------- | -------- | --- |
|                   | Copa Intercontinental da FIFA   | 1        | 2024 |
|                   | Copa do Mundo de Clubes da FIFA | 5        | 2014, 2016, 2017, 2018 e 2022 |
|                   | Copa Intercontinental           | 3        | 1960, 1998 e 2002 |
| Intercontinentais |                                 |          | |
| Troféus           | Competição                      | Títulos  | Temporadas |
|                   | Copa Ibero-Americana            | 1        | 1994 |
|                   | Pequena Taça do Mundo(1)        | 2        | 1952 e 1956 |
| Continentais      |                                 |          | |
| Troféus           | Competição                      | Títulos  | Temporadas |
|                   | Liga dos Campeões da UEFA       | 15       | 1955–56, 1956–57, 1957–58, 1958–59, 1959–60, 1965–66, 1997–98, 1999–00, 2001–02, 2013–14, 2015–16, 2016–17, 2017–18, 2021–22 e 2023–24 |
|                   | Liga Europa da UEFA             | 2        | 1984–85 e 1985–86 |
|                   | Supercopa da UEFA               | 6        | 2002, 2014, 2016, 2017, 2022 e 2024 |
|                   | Copa Latina                     | 2        | 1955 e 1957 |
| Nacionais         |                                 |          | |
| Troféus           | Competição                      | Títulos  | Temporadas |
|                   | Campeonato Espanhol             | 36       | 1931–32, 1932–33, 1953–54, 1954–55, 1956–57, 1957–58, 1960–61, 1961–62, 1962–63, 1963–64, 1964–65, 1966–67, 1967–68, 1968–69, 1971–72, 1974–75, 1975–76, 1977–78, 1978–79, 1979–80, 1985–86, 1986–87, 1987–88, 1988–89, 1989–90, 1994–95, 1996–97, 2000–01, 2002–03, 2006–07, 2007–08, 2011–12, 2016–17, 2019–20, 2021–22 e 2023–24 |
|                   | Copa do Rei                     | 20       | 1905–06, 1906–07, 1907–08, 1908–09, 1917–18, 1934–35, 1936–37, 1946–47, 1947–48, 1961–62, 1969–70, 1973–74, 1974–75, 1979–80, 1981–82, 1988–89, 1992–93, 2010–11, 2013–14 e 2022–23 |
|                   | Supercopa da Espanha            | 13       | 1988, 1989, 1990, 1993, 1997, 2001, 2003, 2008, 2012, 2017, 2020, 2022 e 2024 |
|                   | Copa da Liga Espanhola          | 1        | 1984–85 |
|                   | Copa Eva Duarte                 | 1        | 1946–47 |
|                   | Títulos oficiais                | 107      | 9 Mundiais, 3 Intercontinetais, 24 Continentais e 71 Nacionais |
| Regionais         |                                 |          | |
| Troféus           | Competição                      | Títulos  | Temporadas |
|                   | Campeonato Regional Centro      | 18       | 1902–03, 1904–05, 1905–06, 1906–07, 1907–08, 1912–13, 1915–16, 1916–17, 1917–18, 1919–20, 1921–22, 1922–23, 1923–24, 1925–26, 1926–27, 1928–29, 1929–30 e 1930–31 |
|                   | Troféu Mancomunado              | 5        | 1931–32, 1932–33, 1933–34, 1934–35 e 1935–36 |
|                   | Copa da Federação Centro        | 3        | 1923, 1928 e 1943 |
|                   | Títulos oficiais                | 135      | 9 Mundiais, 3 Intercontinetais, 25 Continentais, 71 Nacionais e 26 Regionais |

Legenda
 Campeão Invicto

## Títulos Importantes
| Torneios amistosos internacionais | Torneios amistosos internacionais | Torneios amistosos internacionais | Torneios amistosos internacionais |
|                                   | Competição                        | Títulos                           | Temporadas                        |
| --------------------------------- | --------------------------------- | --------------------------------- | --------------------------------- |
|                                   | Pequena Taça do Mundo             | 2                                 | 1952, 1956                        |
|                                   | International Champions Cup       | 2                                 | 2013, 2015                        |
|                                   | Troféu World Football Challenge   | 2                                 | 2011, 2012                        |
|                                   | Troféu Triangular de Caracas      | 1                                 | 1980                              |